# Ángel Parra, vol. 2
Ángel Parra, vol. 2 es el tercer álbum oficial del cantautor chileno Ángel Parra como solista. Fue lanzado originalmente en 1966 por el sello Demon, y su título alude al primer álbum de Ángel del año anterior, titulado Ángel Parra y su guitarra, pero también conocido como Ángel Parra, vol. 1.

## Lista de canciones
Toda la música compuesta por Ángel Parra, salvo que se indique lo contrario. 
| Ángel Parra, vol. 2 |                                                     |                                   |          |  |
| N.º                 | Título                                              | Música                            | Duración |  |
| 1.                  | «El pelusa»                                         |                                   |          |  |
| 2.                  | «Dos veces te vi, mujer»                            |                                   |          |  |
| 3.                  | «Te estoy esperando, niño»                          |                                   |          |  |
| 4.                  | «El árbol»                                          |                                   |          |  |
| 5.                  | «La guitarra»                                       |                                   |          |  |
| 6.                  | «Cuecas por un mundo al revés»                      |                                   |          |  |
| 7.                  | «El beso frío»                                      |                                   |          |  |
| 8.                  | «Me matan si no trabajo»                            | Nicolas Guillen, Daniel Viglietti |          |  |
| 9.                  | «El soldado»                                        | Rafael Alberti, tradicional       |          |  |
| 10.                 | «Preguntas sobre Dios» (o «Preguntitas sobre Dios») | Atahualpa Yupanqui                |          |  |
| 11.                 | «El cantor de copla mocha»                          |                                   |          |  |
| 12.                 | «El "a chorro"» (o «Me sacan por la ventana»)       | Roberto Parra                     |          |  |
| 13.                 | «Tengo una mina en mapocho»                         | Roberto Parra                     |          |  |